# Liste der Monuments historiques in Montaiguët-en-Forez
Die Liste der Monuments historiques in Montaiguët-en-Forez führt die Monuments historiques in der französischen Gemeinde Montaiguët-en-Forez auf.

## Liste der Bauwerke
| Bezeichnung | Beschreibung              | Standort | Kennzeichnung | Schutzstatus | Datum | Bild           |
| ----------- | ------------------------- | -------- | ------------- | ------------ | ----- | -------------- |
| Schloss     | Erbaut im 15. Jahrhundert | (Lage)   | PA00093160    | Inscrit      | 1927  | weitere Bilder |
| Stadttor    | Erbaut im 15. Jahrhundert | (Lage)   | PA00093161    | Classé       | 1924  | weitere Bilder |

## Liste der Objekte
- Monuments historiques (Objekte, z. B. Gemälde, Skulpturen, Altäre etc.) in Montaiguët-en-Forez in der Base Palissy des französischen Kultusministeriums